# 師大商圈
師大商圈，因位於臺灣臺北市臺灣師範大學旁而得名，是臺北南區1990年代興起的商圈，後一度擴張成所謂的師大夜市，旋因住宅區居民訴諸居住正義、對油煙與噪音等公害的群起抗爭，而擺脫以餐飲為主的夜市樣態；近年服飾、美容店家，實已遠多於餐飲店，而原夜市內部分餐飲店家，則北遷至合法巷弄較多的永康街商圈、或南遷一站之隔的公館夜市。
師大商圈的涵蓋範圍，約為師大路（和平東路至羅斯福路段）左右兩側，及龍泉街（雲和街以北合法商業段，與雲和街以南爭議住宅段）巷內的各式店家，原為服務地方之社區型商圈，後因媒體宣傳與房仲業炒作店租，造成平價服飾店聚集，並逐漸擴大商圈範圍至泰順街靜巷一帶，竟一躍成為觀傳局向國際宣傳之觀光亮點，反造成原服務地方與師大師生的特色店家，在店租哄抬之下一一被逐出，失去原有商圈魅力，成為附近居民、學生、觀光客頻感扼腕之夕陽商圈。台北市政府在2011年4月曾藉由將原本公車站名「師大一」改為「師大夜市」，正式承認師大夜市的存在，隨即引爆師大商圈三里（古莊、古風、龍泉）居民激烈的抗議。後因服飾店不斷入侵外圍住宅區一樓住宅，致使當地住戶於2011年底發起反對夜市文化侵入住宅區的抗議活動，原公車站名則在和平東路兩側的錦安里與龍泉里居民票選下，更名為「師大綜合大樓」；目前雖調整至以師大路周邊合法商家為主的文化功能型商圈，但服飾、美容店家的密度與台灣各地方商圈相較，仍舊偏高許多，而復有小五分埔之稱。

## 歷史

### 早期
主要地理位置位於日治時期來台日人之住宅區發展而成的聚落，古亭町（現和平東路、師大路、龍泉街、浦城街、泰順街一帶）、水道町（現泰順街、雲和街、水源路、羅斯福路三段、溫州街、龍泉街之一部分均在町內一帶）等住宅區。夜市發展可追溯至隨國民黨來台的中下階層移民於1960年代，劃地占用前述日人開闢之防空空地為違建市集，全盛期範圍包括今金山南路（昔金山街）、和平東路至師大路前段（昔稱龍泉街小吃，或龍泉夜市。尚未開通師大路前，主要道路為龍泉街）。
1967年，政府驅離違建，金山街違建戶移入南機場用地、龍泉街露店部分移至中華商場、龍泉街拆除改建，開通為師大路。隨後，出現少數攤販聚集於師大路前段（現在師大公園，近和平東路口）。
1987年，臺北市長許水德因應都市計畫以及在地居民要求，掃蕩攤販，並將該空地改建為公園，攤販絕跡。留下師大路與龍泉街上的合法店家，少部分攤販移入巷內店面，亦轉以店面形式經營，供應在地居民與師大師生生活日用品，商家普遍不認為是夜市。現師大路三十九巷左側，營業模式雖類似攤販，其開通師大路前皆為店面，政府徵收部分道路用地，這排店家仍要求保留門牌繼續營業。
1990年代起，因鄰近1956年成立的師大語言中心，加上在地居民文化背景，該區陸續出現簡餐店、藝文咖啡店與多國美食商店，呈現美食文化的面貌。1999年，開通鄰近古亭國小的臺北捷運台電大樓站，捷運站與商店聚集的龍泉里有一定之距離，台電大樓捷運站週遭的商店多為傳統商店。

### 規模擴大
2007年，該區出現精品店店家，偶有零星服飾攤販。同年，韓良露於浦城街成立「南村落」，推廣飲食文化與生活風格，引發將師大一帶巷弄改為「南村落」的命名風波。
2008年，韓良露打造「康青龍生活街區」概念、旅遊節目介紹，媒體大量曝光師大一帶特色美食、龍泉里舉辦「第一屆師大店家正妹暨優質商店票選」，吸引外來遊客。
2010年1月，龍泉里與商業處及市場管理處接觸，爭取將師大夜市列入台北市政府的輔導重點，計畫由市府輔導夜市自治會，並預定街道招牌、消防安全通道、環境清潔規劃、入口意象等計畫。隔年因居民抗議，部分預定工作暫停。
2010年3月19日，龍泉里辦公室設立師大夜市facebook，進行網路行銷。
2010年，商業處將該商圈列入北市樞紐商圈，搭配相關宣傳活動；地方區里報名參加牛肉麵節、優質商圈認證，並舉辦「第三屆師大店家正妹暨優質商店票選」等活動，逐漸成為新興觀光景點。
2010年12月，交通部觀光局與南村落公司推出「北區國際光點計畫」，行銷一系列國際觀光活動，吸引背包客與旅行團。
2011年4月，商業處輔導下，龍泉里辦協助成立「師大商圈發展促進協會」；同年5月，龍泉里辦於花博期間向商業處申請經費，假師大圍牆掛上「歡迎蒞臨師大商圈」等看板；6月，龍泉里辦向公運處要求將原公車站牌「師大一」，以「反映當地特色」提案改名為「師大夜市」，並於捷運台電大樓站地圖上加註「師大夜市」指標，確立「師大夜市」之名，引發龍泉里、古風里、古莊里、錦安里四里居民強烈反彈，發起「還我站牌」運動。
2011年9月，文建會舉辦第二屆台灣國際文化創業產業博覽會，將「師大巷弄散步道」列為重點。
2011年底，商業處舉辦臺北市優質商圈評選人氣商圈，師大商圈為人氣票選第一名，知名度推至最高峰。
同時商店與攤販蓬勃成長，向龍泉街後段、雲和街、泰順街等住宅區延伸，兩年內由兩百多家商家，增至七百多家，商業區範圍外大規模溢散，觀光人潮、油煙、噪音、髒亂..等造成周遭住宅區環境急速惡化。
2011年10月26日因環境爭議，商店進佔住宅區，位於古風里之泰順街五十巷居民發起公聽會，要求台北市政府依法行政取締違法商店，除古風里外，龍泉里居民亦踴躍加入，後與古莊里零星特定居民，共同組織師大社區三里里民自救會。

### 台北市政府介入
2012年1月臺北市政府針對位於古莊里的地方飲食老街浦城街13巷開罰，誤罰由在地居民長期經營的商業聚落以及水準書局等地區型店家，當中多間商店曾為台北市觀光傳播局的宣傳亮點，導致反彈聲浪此起彼落，更讓以古風里與龍泉里居民為主的師大三里里民自救會分裂。同年2月，部分商家組織守護師大商圈聯盟起而抗爭，發起綁黃絲帶、靜站、下跪、熄燈三十分鐘等一系列抗議活動，表達對臺北市政府過於粗糙的行政作為的不滿。
2012年2月間，臨師大路卅九巷的師大圍牆的入口意象「歡迎蒞臨師大商圈」看板接連遭竊。
2012年3月5日，公車站牌「師大夜市」以問卷經龍泉里和錦安里里民票選後，更名為「師大綜合大樓」。
2012年3月11日，台北市政府舉辦三場「師大社區未來發展座談會」，讓居民與商家各訴心聲。
2012年4月2日，台北市訂定「師大社區違反都市計畫法第七十九條優先裁處作業原則」，建立違反土管的營業行為的裁罰準則。
2013年2月22日，大安區公所行文師大路上兩間便利商店，要求業者於夜間禁賣酒類商品，遭業者以無法配合為由拒絕。
2013年7月25日，民間不同的持續聲音湧入，台北市政府頒佈「臺北市各項違反都市計畫法案件通案處理原則」，以處理違建的方式，寬鬆看待違反土管的營業行為，當中由於師大案為專案處理，故不列入通案處理原則之對象內。

## 爭議

### 住商爭議
1. 近兩年範圍由合法商業區（約一公頃）過度擴張至鄰近原日治時期發展出之純住宅區內，地理位置的擴展廣及十八公頃，店家數由兩百家，暴增至將近七百家，進佔歷史悠久之住宅環境，影響所及，影響鄰近的學區環境，包括，龍安國小（1929年成立，日治時期專收日人子弟，時名錦尋常小學校）、新民小學（1952年成立幼稚園）、古亭國小（1952年成立）、寶血幼稚園（1964年成立），夜市與商店大舉侵入住宅區的現象，被視為損害將近百年的住宅文化。
2. 用電量大量增加，鄰近純住宅區用電量激增，原供電系統頻繁跳電，變電箱隨店家數量，逐年遞增，老舊電路不堪過度使用，公共安全問題浮現。
3. 大量商店營業與人潮，造成噪音與垃圾問題。
4. 服飾店佔用防火巷營業，成為公共安全隱憂。
5. 過大的招牌和遮雨棚，消防車與救護車，皆難以進入。
6. 霓虹燈等光害，造成住戶夜難成眠。
7. 一樓庭院住宅穿牆鑿壁，敲掉主結構牆面與樑柱，改裝為店面，影響建築結構，建物不堪地震災害。

### 師大三里里民自救會爭議
隨居民抗議成立的師大三里里民自救會官方部落格，於2011年10月份成立，成為抗議居民匯集地，傳達抗議居民訴求，成為動員抗議利器，並於兩個月後依據居民建議更名為「還我優質師大生活圈」，多次藉由網路版面發酵議題，並於2012年1月9日發表「師大怎麼了－－老店未死，是被排擠」一文燃起輿論對商圈擴張議題的公共討論能量，宣示抗議初始的理性成員不同於師大三里里民自救會路線，成為居民最重要的公共論壇空間。而後，師大三里里民自救會偏離原本居民路線，另行成立部落格，針對師大路、師大路39巷、浦城街13巷等存在已久老店惡意檢舉，導致風波不斷，引發消滅師大夜市質疑，加上該會會長劉振偉住處附近花店、影印店與出版社等低汙染行業，透過師大三里專案小組成為臺北市政府優先裁罰對象；隨後炒作師大撿屍公園議題，導致師大路上老店地下社會成為師大三里專案小組密集稽查對象，爆發濫權專制爭議，原參與抗議商圈擴張之居民紛紛脫離師大三里里民自救會，指責該會黑箱作業，試圖消滅原生商業行為，無端浪費行政資源，引發社會動盪，最終商圈擴張問題仍未獲解決。師大三里里民自救會陸續爆發多起爭議，成為輿論公敵，並於2013年轉型為師大三里社區發展協會，多次陷入搶奪社區資源之爭議事件中。
2011年12月28日，師大教授夏學理公佈師大路封街以舒緩人潮的研究成果，造成師大三里里民自救會不滿，展開動員行動，師大校方接獲眾多抗議電話，而師大三里里民自救會劉振偉會長向媒體攻擊該名教授「自閉」、「白目」等謾罵言論，引發雙方網路對戰。
2012年2月27日，師大三里里民自救會以住戶求助無門為由，於部落格中公布三十多名記者之服務單位、姓名和手機等隱私資訊，並提供大安分局副分局長、偵查隊長及和平東路派出所長手機電話，鼓勵居民利用直達警政主管之聯絡方式報案。媒體記者陷入恐慌，向警方備案，部分遭侵犯個資之記者表示不排除採取法律行動。
2012年5月11日，聯合報轉引師大三里里民自救會部落格文章與資料，報導「撿屍公園」，掀起軒然大波。師大三里里民自救會成立後，因未立案，卻仍持續影響台北市政府施政，固定每雙週與專案小組共同開會，造成各種爭議，包括利用師大公園事件，針對地下社會、JR. CAFE、紅館等未違反都市計畫法第79條之商店進行大動作攻擊，引發廣泛討論，當中甚有師大三里里民自救會成員去信報社闡述創會時之理念：...師大自救會初期由婆婆媽媽組成，初衷單純希望社區回歸寧靜，多數人溫和不極端，更不反商，早期共識是「不要檢舉商一特區及合法區域內店家」...文中並反應師大三里里民自救會內部溝通不足、流於個人主觀喜好：自救會後續作法太「專制、趕盡殺絕」，少數2、3人殺紅了眼，要剷除全部商家，手段「既不透明、不公開也不討論」，用粗暴方式解決不喜歡的店家。該投書除透露師大三里里民自救會內部運作弊病，並點出對立與衝突皆為刻意營造，並非基於公共利益。知名評論人張鐵志亦針對師大三里里民自救會將戰場延伸至公共空間，以個人喜好影響政府方向等書其意見。
2012年7月3日，藝人歐陽靖在其臉書中指控師大三里里民自救會片段曲解其臉書文章，痛批師大三里里民自救會為「天龍人之恥」，報導中指出地下社會位在第一種類商業區，並未違反都市計畫法，強調師大三里里民自救會不當檢舉。
2012年7月，由師大居民自行架設之網站「不要殺了師大路」質疑未經過立案的師大三里里民自救會成立師大三里社區發展協會動機乃在取得文化局社區營造標案，期待師大三里社區發展協會拋開師大三里里民自救會包袱、深入社區，隨後網路輿論認為飽受爭議之師大三里里民自救會的社造團隊倘若取得公部門資源，將影響社區多元發展。
2012年8月19日，JR. CAFE店主凌威於其網誌中撰寫「Jr.Cafe致鄰里公開信」反駁師大三里里民自救會公開指控其為無照商家，師大三里里民自救會隨即移除部落格文章，並於隔日發布文章「誤會一定要說清楚」公開道歉。
2012年11月15日，師大三里社區發展協會因不滿未獲得文化局標案而發佈聲明稿，認為其比其他社造團隊更有資格，聲明稿中表示：「我們輸了，輸得心不甘、情不願...我們（師大三里社區發展協會，下稱「協會」）也願意藉著這個機會，利用可用的資源，整合社區共同意識，試著尋找出一個社區安居、和諧的漸進方案，與台北市政府的目的相符...」。
2012年12月21日，原為師大三里里民自救會官方部落格的「還我優質師大生活圈」部落格，在師大三里里民自救會喪失民意基礎後，轉型為「還我優質師大生活圈」，並揭露師大三里社區發展協會網站上，出現多起替商家招攬觀光之宣傳文章，包括：「（XXX服飾店）離捷運站也更近，方便採購後帶著戰利品回家，如果來師大路不妨來XXX服飾店逛逛走走，體驗不同於一般服飾店的...」，事後在師大三里居民連番抗議下，師大三里社區發展協會僅刪除不當文章，未有正式回應。
2013年6月23日，師大三里社區發展協會正式揭牌，宣示師大三里自救會轉型社區發展協會，透過推動協助三里社區居民成立個別的公寓大廈（樓）管理委員會，為社區居民維護權利，建立更扎實基礎。
2013年7月28日，師大三里社區發展協會再度於電子報中表明不滿社區中成長於師大三里之青年居民組成之文史工作團隊，編撰社區內部刊物的計畫取得文化局補助，引發排擠社區內部居民自主團體資源，並有意窄化社區發展路線之爭議。
2013年11月，師大三里里民自救會於部落格中坦承師大三里社區發展協會違反都市計畫法第七十九條，受當地居民舉報違法而即將遷移，12月11日由在地青年居民組成的社區報「雲和小生活」亦證明此事。由於師大三里里民自救會暨其社區發展協會為當地堅持落實都市市計畫法第七十九條的團體，而後又遭民眾檢舉其知法犯法，而顯其宗旨份外諷刺。
2014年6月，師大三里里民自救會派發名為「師大三里里民自救會會訊」傳單，內容載明該團體暨相關組織「師大三里社區發展協會」欲共同舉辦「里民大會」，號召古風、龍泉、古莊三里居民與會，由台北市議員李新擔任主持人，會議內容包括協助兩名李新辦公室助理參選古莊里與龍泉里長等，遭質疑為巧立名目違規助選。另，依據地方制度法第60條以及臺北市里民大會及基層建設座談會實施自治條例等規範，里民大會須報區公所與民政局，僅能由各里辦公室主辦，由里長任主席，師大三里里民自救會私自舉辦之里民大會涉嫌違法。

## 相關評論
- 范綱皓. . 文化研究雙月報. 2012-02-25. （原始内容存档于2015-09-26） （中文（臺灣））.
- 聯合報. . 聯合報. 2012-02-27  [2015-09-26]. （原始内容存档于2020-11-12） （中文（臺灣））.
- 陳昭瑛. . 自由時報. 2012-03-23. （原始内容存档于2012-07-07） （中文（臺灣））.
- 吳牧青. . 典藏．今藝術. 2012-04  [2015-09-26]. （原始内容存档于2019-05-19） （中文（臺灣））.
- 陳歆怡. . 臺灣光華雜誌第10110期. 2012-10-15 （中文（臺灣））.[永久]
- 白裕淇. . 人籟論辨月刊.   [2015-09-26]. （原始内容存档于2019-05-20） （中文（臺灣））.
- 蘋果日報. . 蘋果日報. 2013-06-20  [2015-09-26]. （原始内容存档于2016-03-04） （中文（臺灣））.

## 外部連結
- （繁體中文）師大龍泉商圈-師大夜市的Facebook專頁（龍泉里辦管理）
- （繁體中文）還我優質師大生活圈部落格 （页面存档备份，存于）
- （繁體中文）不要殺了師大路 （页面存档备份，存于）
- （繁體中文）臺北市商業處-商圈介紹-龍泉(商圈) （页面存档备份，存于）
- （繁體中文）救!!救!!正在消失的師大商圈的Facebook專頁
- （繁體中文）師大三里里民自救會 （页面存档备份，存于）